# Джон Адамс (композитор)
 Тази статия е за американския композитор.  За американския президент вижте Джон Адамс.  
Джон Адамс (на английски: John Coolidge Adams) е съвременен американски композитор.

## Биография
Роден е на 15 февруари 1947 г. Завършва Харвардския университет, където негов преподавател е Роджър Сешънс. През 1972 г. сам започва преподавателска дейност в консерваторията в Сан Франциско.
В средата на 70-те години Адамс е под влиянието на електронната музика, но по-късно се насочва към минимализма на Карлхайнц Щокхаузен и Стив Райх.

## Музикални произведения
Електронни
- „Оникс“ (1976)

Ансамблови
- „Музика за пианола“ (1982)

За сцена
- „Никсън в Китай“ – опера (1987), опера с либрето, писано от Алис Гудман [2]
- „Смъртта на Клингхофър“ – опера (1991), опера с либрето, писано от Алис Гудман

За оркестър
- „Шейкър лупс“ – за седем струнни инструмента (1978)
- „Хармониум“ – за хор и оркестър (1981)
- „Кратко пътуване в бърза кола“ (1986)
- „Лолапалуза“ (1995) – едно от най-добрите произведения на Джон Адамс, писано за неговия приятел, диригента Саймън Ратъл [3]
- „Шехерезада.2“ (2014) – драматична симфония за цигулка и оркестър, написана специално за цигуларката Лейла Йозефович